# Japan Travel Bureau
Das Japan Travel Bureau (Japanisch heute kabushiki-gaisha JTB, japanisch 株式会社JTB, englisch JTB Corporation) ist Japans ehemals staatliches größtes Reise- und Tourismusunternehmen.

## Übersicht
Es ist Japans größtes und eines der führenden Reiseunternehmen der Welt, was den Umfang der Geschäftstätigkeit angeht.
Sein Vorgänger, das „Japan Tourist Bureau“, wurde im März 1912 gegründet, um ausländische Besucher nach Japan zu locken und zu betreuen. Nach mehreren Umstrukturierungen und Namensänderungen wurde es 1945, nach dem Zweiten Weltkrieg, in „Japan Travel Bureau“ umbenannt und nahm seine Tätigkeit als Stiftung auf.
Im Jahr 1963 wurde der kommerzielle Zweig abgetrennt und ein unabhängiges Unternehmen als Aktiengesellschaft (engl. hier „Corporation“) ausgegründet.
Das „Japan Travel Bureau“ (Japan Travel Bureau Foundation (abgekürzt JTBF)), eine Stiftung, ist derzeit ein Think-Tank, der Erhebungen und Forschungen durchführt und die Tourismuskultur fördert, und ist der größte Anteilseigner der JTB Corporation.
Das Unternehmen verkauft Fahrkarten für Japan Railways- und andere Züge, Hotel- und Ryokan-Tickets, unterstützt die Entwicklung von Unterkünften und veröffentlicht Reiseinformationen und Karten. Das Unternehmen hat mehr als 300 Niederlassungen in Japan und mehr als 50 Büros im Ausland. Der Hauptsitz befindet sich in Tokio.
Im Jahr 2001 änderte das Unternehmen seinen Namen in JTB Corporation, eine Abkürzung für „Japan Travel Bureau Corporation“.